# Niwelator laserowy

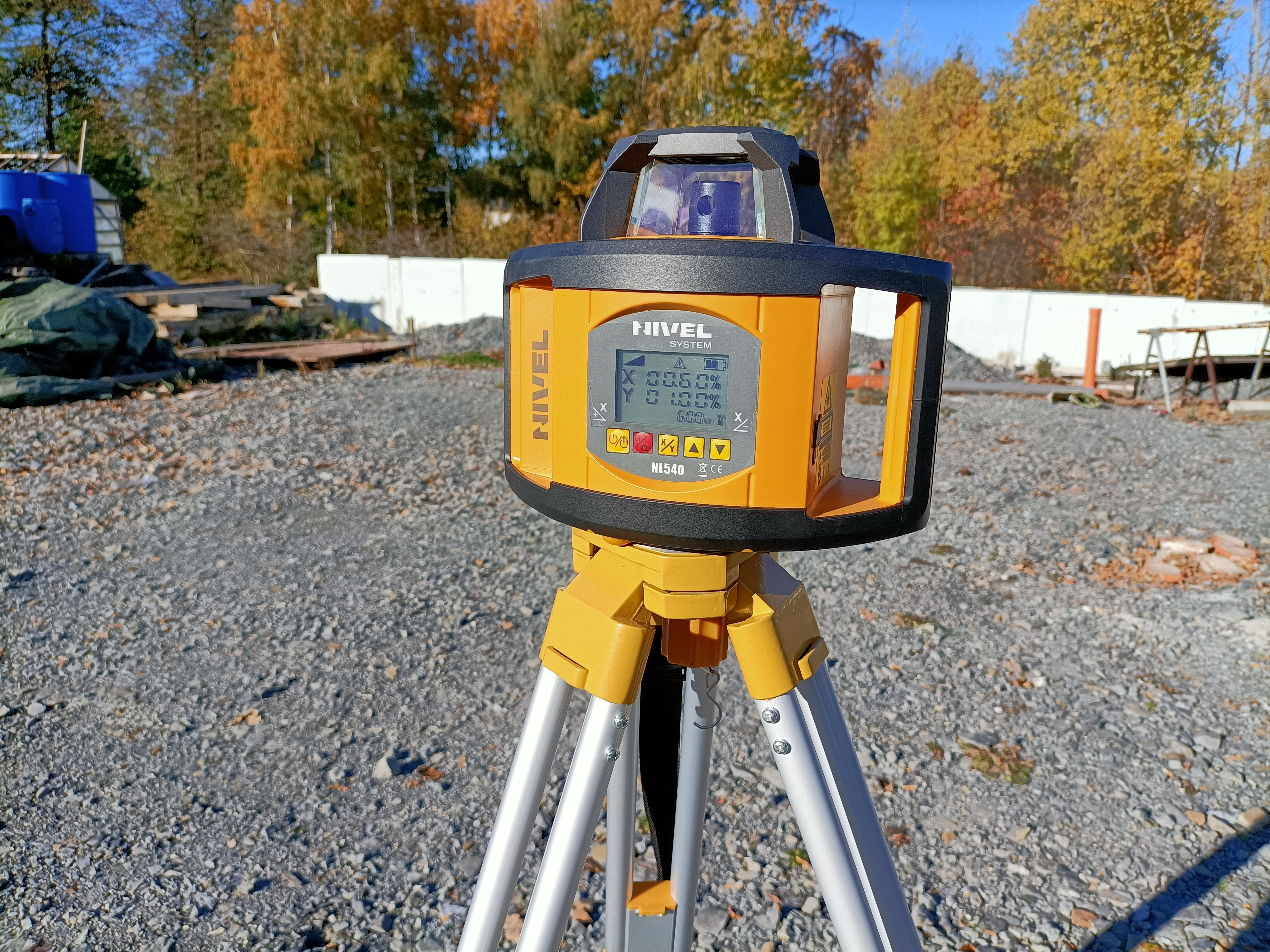
Niwelator laserowy Nivel System NL540 z możliwością wyznaczania spadków

Niwelator laserowy – urządzenie pomiarowe używane do niwelacji terenu, pomiaru różnicy wysokości pomiędzy konkretnymi punktami terenowymi. Stosowane głównie w branży geodezyjnej, ale także budowlanej. Nazwa niwelator laserowy wzięła się od zastosowanej technologii, czyli wiązki światła widzialnego (lasera). Urządzenie to nazywa się też niwelatorem obrotowym lub niwelatorem rotacyjnym ze względu na fakt, iż wiązka lasera obraca się przy pomocy głowicy. Laser widoczny jest w pomieszczeniach, a także na zewnątrz. Urządzenie to zyskuje na popularności dzięki łatwej obsłudze oraz szybkim i precyzyjnym pomiarom. W odróżnieniu do niwelatora optycznego, z wykonaniem pomiarów poradzi sobie jedna osoba odczytująca pomiary przy pomocy łaty laserowej i czujnika lasera. Zaawansowane modele pozwalają także wytyczać spadki w dwóch osiach oraz tyczyć proste (np. osie budynków, lica ścian czy kierunki wykopów). Ze względu na obowiązujące przepisy bezpieczeństwa i higieny pracy, natężenie wiązki laserowej jest ograniczone (II klasa bezpieczeństwa: max. 1 mW), przez co konieczne jest stosowanie odbiornika wiązki laserowej.

## Zasada działania
Działanie niwelatora laserowego oparte jest na emisji wiązki lasera. W wodoszczelnym korpusie zamknięte zostały podzespoły, takie jak:
- głowica obrotowa,
- pionownik laserowy dolny,
- pionownik laserowy górny,
- panel sterowania (w zależności od producenta i modelu),
- baterie (najczęściej akumulatory litowo-jonowe),
- gwint do montażu na statywie.

Praca z urządzeniem przebiega bardzo łatwo. Najpierw w określonym przez nas punkcie należy ustawić niwelator na statywie oraz go uruchomić. W tym momencie pionownik dolny i górny odpowiadają za poziomowanie się lasera, czyli wyznaczenie osi płaszczyzny laserowej. Proces ten trwa zazwyczaj kilkadziesiąt sekund. W tym czasie w punkcie zerowym należy umieścić czujnik z łatą, tak aby wskazywał poziom zerowy (zarówno czujnik, jak i łata). Następnie przestawiamy czujnik z łatą do punktów pomiarowych – czujnik przesuwamy pionowo w górę i w dół, szukając wiązki lasera. Różnica wysokości w odniesieniu do punktu zero będzie różnicą w wysokości położenia na łacie.

## Zastosowanie
Wykorzystanie wiązki lasera w urządzeniach pomiarowych otworzyło nowe ścieżki branży budowlanej. Niwelator laserowy wykorzystywany jest także do innych prac, niż geodezyjnych, a są to:
- niwelacja terenu,
- prace budowlane w tym wykonywanie wylewek, szalowanie, stawianie fundamentów, budowa schodów,
- prace remontowe, głównie do wyznaczania linii w przypadku montażu płyt z karton-gipsu, sufitów podwieszanych, konstrukcji drewnianych (dachy), aluminiowych,
- prace instalacyjne, do wytyczania przewodów, gniazd elektrycznych,
- prace stolarskie, do wyznaczania linii cięcia lub do montażu mebli
- prace brukarskie
- prace związane z montażem instalacji wodno-kanalizacyjnych
- prace ogrodnicze związane z kształtowaniem terenu[4].